# Костина
Костина (рум. Costâna) — село у повіті Сучава в Румунії. Входить до складу комуни Тодірешть.
Село розташоване на відстані 361 км на північ від Бухареста, 11 км на північний захід від Сучави, 125 км на північний захід від Ясс.

## Населення
За даними перепису населення 2002 року у селі проживала 1361 особа.
Національний склад населення села:
| Національність | Кількість осіб | Відсоток |
| -------------- | -------------- | -------- |
| румуни         | 1348           | 99,0%    |
| українці       | 7              | 0,5%     |
| угорці         | 6              | 0,4%     |

Рідною мовою назвали:
| Мова       | Кількість осіб | Відсоток |
| ---------- | -------------- | -------- |
| румунська  | 1354           | 99,5%    |
| українська | 7              | 0,5%     |

## Відомі люди
- Васіле Бумбак. - *(07.02.1837, с. Костина Сучавського повіту, Румунія - 27.02.1918, м. Сучава, Румунія) - румунський поет, перекладач. Автор ліричних поезій, од, байок, балад, записів фольклору. [4]